# Convergence sociale-démocrate
La Convergencia Social Demócrata (Convergence sociale démocrate) est un parti politique guatémaltèque membre consultatif de l'Internationale socialiste. Il n'a pas participé aux dernières élections législatives.